# Opioid-receptor
Opioid-receptorer er en gruppe G-protein-koblede receptorer med opioider som ligander.
De endogene opioider er opioid-peptiderne: dynophiner, enkephaliner, endorphiner, endomorphiner og 
nociceptiner med flere. Blandt andre opioider er opiater som morphin, codein, oxycodon, hydrocodon og hydromorphon og syntetiske opiater som metadon og pethidin.
Opioid-receptorerene er ~40% identiske med somatostatinreceptorerne og findes både i centralnervesystemet, det perifere nervesystem og i mave-tarm-kanalen.

## Opioid-receptorfamilien
Opioid-receptorerne har overlappende specificitet og forskellig affinitet til ligander, agonister og antagonister.
- Delta-opoid-receptor eller Δ-opioid receptor (alternative betegnelser er δ, DOR,OP1) - den primære ligand er enkephalinerne
- Kappa-opioid-receptor (alternative betegnelser er  κ, KOR, OP2) – den primære ligand er dynorphinerne
- My-opioid-receptor (alternative betegnelser er μ, MOR, OP3) – flere undertyper med varierende affiniter
- Nociceptin receptor (alternative betegnelser er NOP, OP4) - den primære ligand er nociceptinerne

 Denne artikel bør gennemlæses af en person med fagkendskab for at sikre den faglige korrekthed.